# Línia d'alta velocitat

Línies de gran velocitat a Europa.

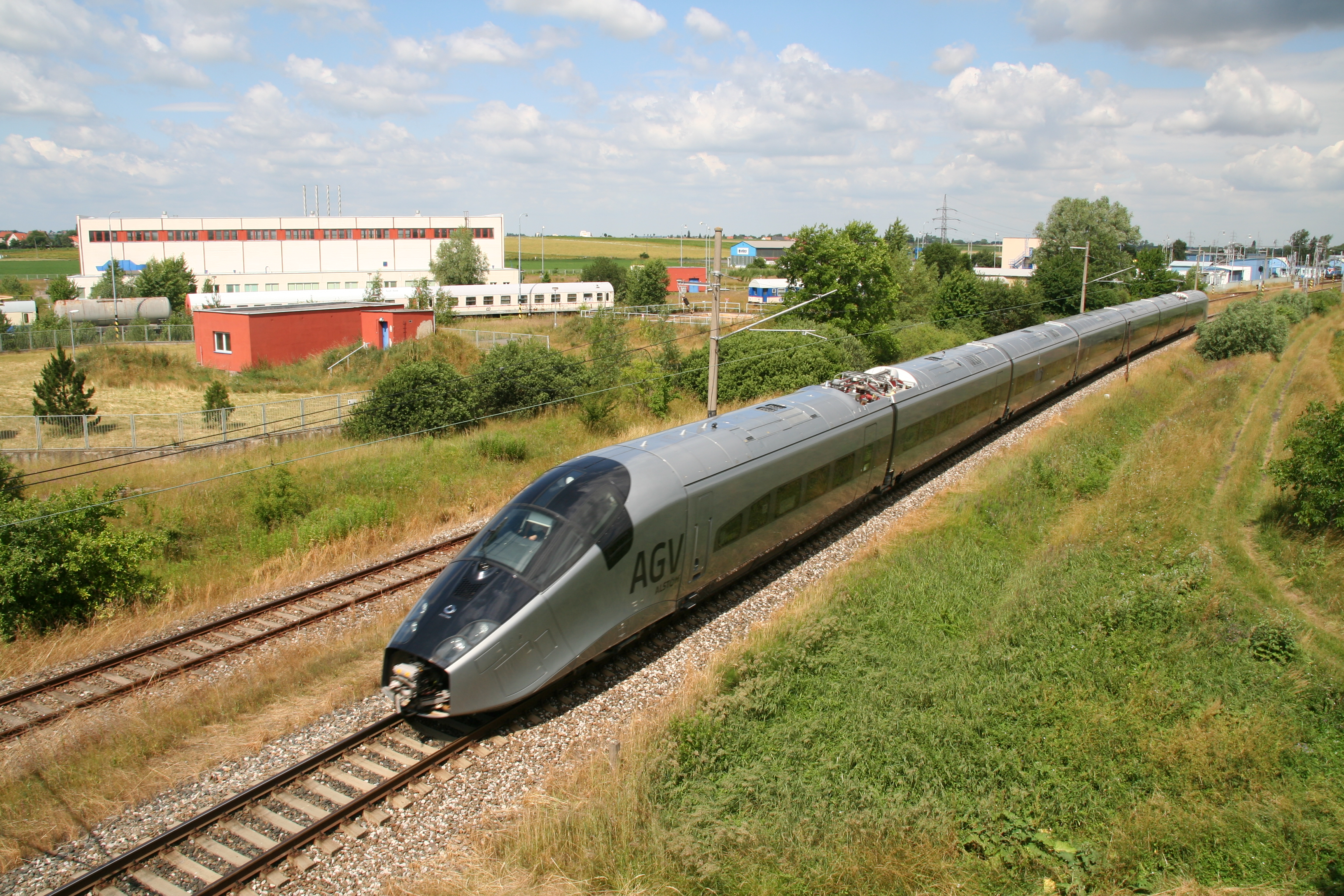
França: AGV.

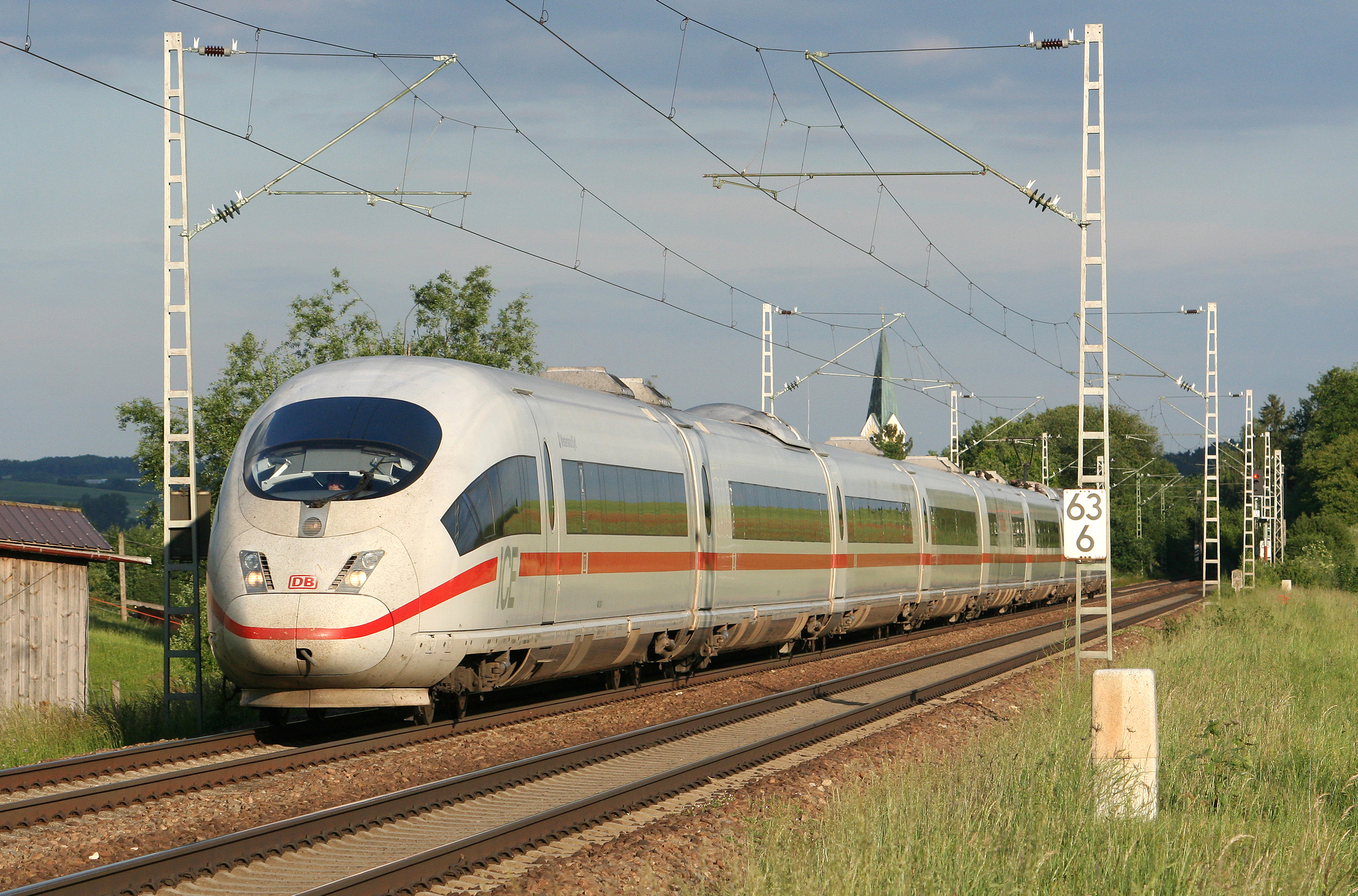
Alemanya: ICE-3.

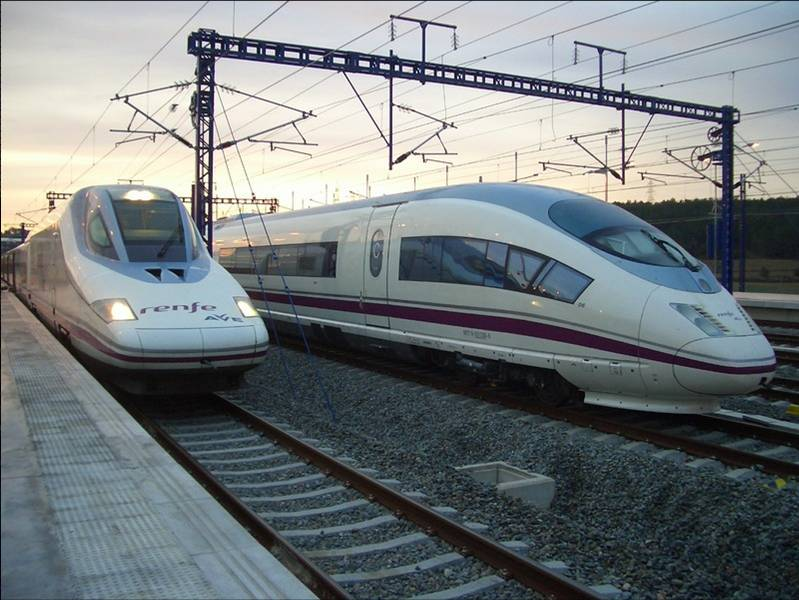
Espanya: AVE.

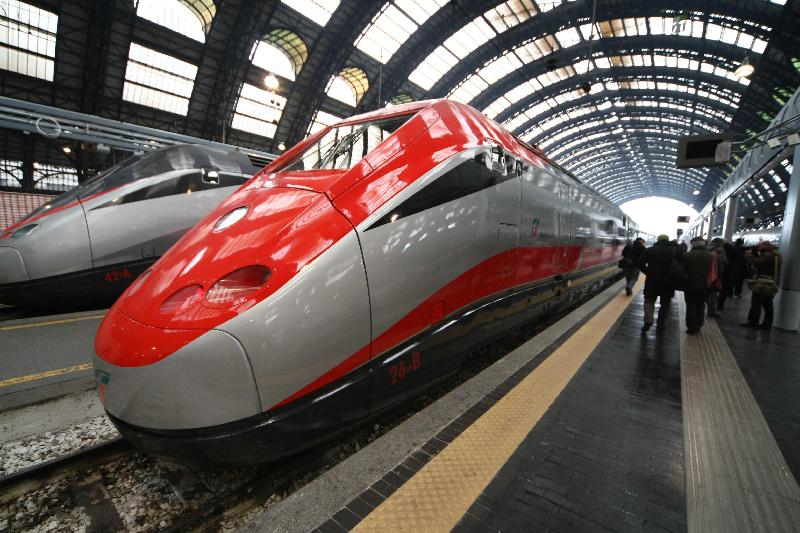
Itàlia: ETR 500.

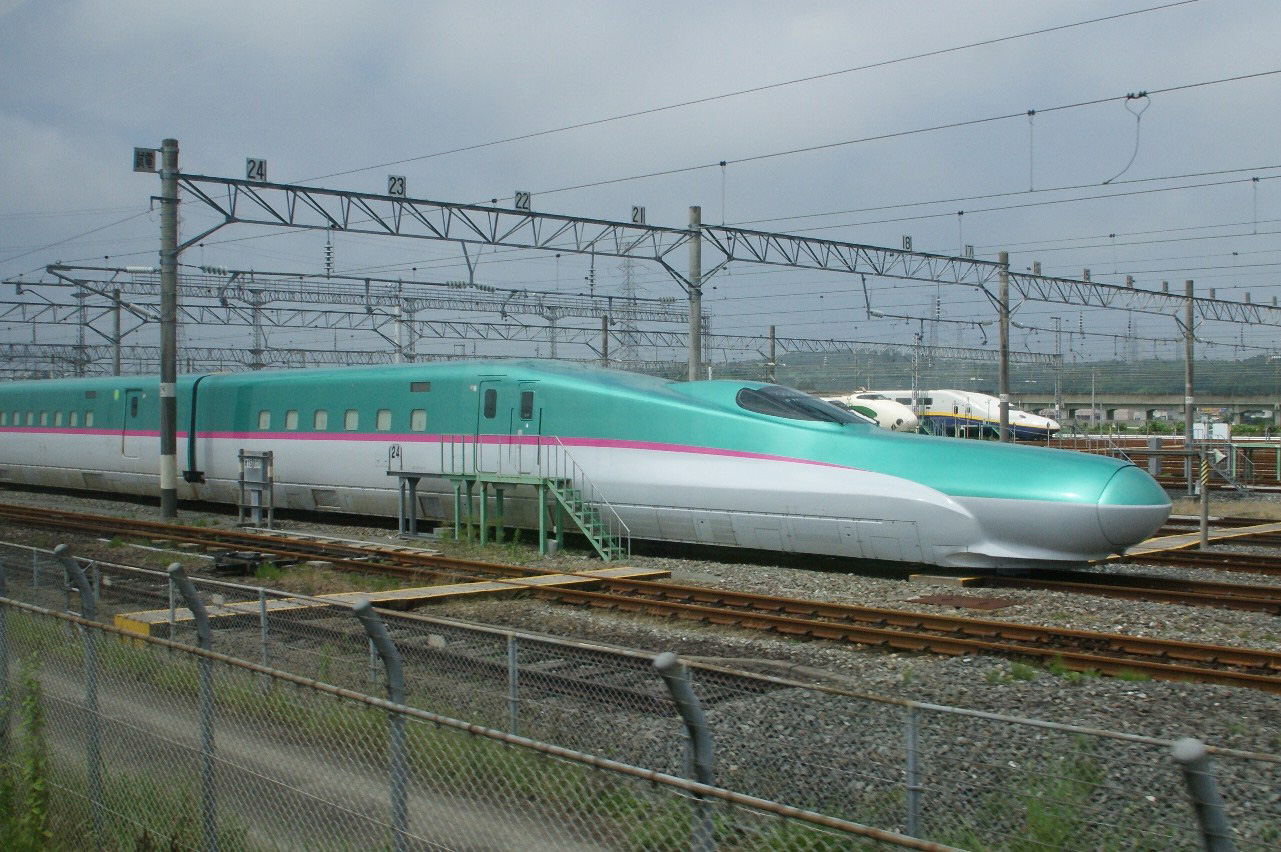
Shinkansen E5 del Japó.

Una línia d'alta velocitat o línia de gran velocitat (LAV o LGV) és una línia de ferrocarril que permet que hi circulin trens d'alta velocitat. La Unió Internacional de Ferrocarrils dona suport al text elaborat per la Unió Europea en què s'especifica que qualsevol línia —sigui de nova construcció o actualitzada,— que permeti viatjar a més de 200 km/h, és una línia d'alta velocitat. Els traçats d'aquestes línies requereixen unes condicions especials.
La primera línia d'aquest tipus va ser posada en servei al Japó l'any 1964 (Shinkansen). A Europa, la primera línia d'alta velocitat va ser la Direttissima Florència-Roma, posada en servei en Itàlia l'any 1977.

## Característiques tècniques
La construcció de les línies d'alta velocitat s'ha produït gràcies al fet que s'han desenvolupat tecnologies que permeten circular a gran velocitat. Aquest tipus de tecnologies han evolucionat durant la història de l'alta velocitat ferroviària, i han permès passar dels 250 km/h aproximats inicials als 300-350 km/h per als que es poden construir per a les línies actuals.

### Via
- El radi dels revolts ha de ser gran, en funció de les velocitats admeses, i varia des dels 2.500 metres de la línia de Shinkansen- Tokaido, oberta el 1964, a 210 km/h fins als 7.500 metres de les línies actuals. Alguns trams, com és el cas d'alguns de la LGV Est, arriben a radis de 25.000 metres. A Espanya varia entre els 4.000 metres de la Madrid-Sevilla (amb radi excepcional de 2.300) fins als 7.250 (amb radi excepcional de 6.500) a les de Barcelona, Màlaga o Llevant.

- Els pendents poden, en el cas de línies dedicades a passatgers, ser notablement més alts que en un altre tipus de ferrocarrils. Això és pel fet que la inèrcia cinètica d'un tren que circula a alta velocitat i la seva enorme potència li permeten ascendir rampes molt pronunciades, sense penalitzar en excés el consum energètic. Algunes línies actuals són dissenyades amb rampes de 35 mil·lèsimes (mil·límetres d'ascens per metre horitzontal recorregut),[1] i així la línia d'alta velocitat Colònia-Frankfurt assoleix les 40 mil·lèsimes. [2] A Espanya varia entre les 14 mil·lèsimes —com a màxim— de la Madrid-Sevilla, i les 30 dels trams Nus de Mollet-Barcelona, Vilafranca del Penedès-Barcelona, Alacant-Albacete, València-Requena i Conca-Torrejón de Velasco.[3] Aquesta característica facilita planificar el recorregut de les línies i en redueix el cost, pel fet que hi ha una gran llibertat en el traçat del perfil.

- L'ample de via no pot ser estret, ja que la via mètrica no permet superar els 200 km/h en servei comercial. Mentre que als països que utilitzen majoritàriament via ampla això no suposa cap més problema, en països com el Japó o Taiwan això ha obligat que les línies d'alta velocitat fossin construïdes amb un ample de via diferent al de la resta dels seus ferrocarrils. En el cas de la península Ibèrica, la diferència d'ample entre les xarxes clàssiques i d'alta velocitat no respon a l'estabilitat, sinó que és per la seva connexió amb la resta de línies europees.

- Les vies han de disposar de característiques geomètriques i mecàniques de gran qualitat. Per a les vies sobre balast, el gruix de balast ha de ser adaptat i s'han d'utilitzar travesses de formigó. Els rails han de ser més forts, i normalment són carrils llargs, de soldadura contínua i a partir de 60 kg/m. En alguns països (la Xina, el Japó, Taiwan) és habitual l'ús de via en placa.

- La distància entre eixos de vies s'augmenta (de 4,2 a 4,5 metres) per evitar l'efecte de la succió a les cruïlles.

- Tot el recorregut ha d'estar tancat per evitar el pas d'animals o persones. El traçat no pot tenir passos a nivell, i totes les cruïlles han de ser per sobre o per sota de la línia. Hi ha sensors que aturen els trens si cauen objectes sobre les vies. Algunes línies inclouen sensors de vent lateral o gel, que adverteixen als trens del perill.

### Túnels i viaductes
Els túnels i els viaductes han de ser calculats a l'efecte, pel fet que són més grans les càrregues dinàmiques.
Els túnels requereixen una major secció, especialment a l'entrada, per evitar els canvis bruscs de pressió en entrar i sortir.

### Senyalització
Les línies d'alta velocitat disposen de senyalització en cabina, que transmet les dades de terra al tren, a causa de la impossibilitat que a alta velocitat els maquinistes puguin visualitzar adequadament els senyals laterals. Alguns dels sistemes de visualització usuals són el TVM o el LZB. A Europa es tendeix a un sistema únic per a totes les línies, l'ERMTS, de manera que totes les línies siguin compatibles entre si. Entre la informació mostrada en cabina s'inclou la velocitat màxima, la presència de seccions neutres o l'estat dels senyals ferroviaris.

### Tipus de trànsit
Les línies d'alta velocitat es dediquen generalment al trànsit exclusiu de passatgers. El trànsit conjunt de mercaderies i viatgers (línies de trànsit mixt) comporta alguns problemes. La capacitat de la línia es redueix notablement quan circulen trens de velocitats diferents. L'encreuament dels trens d'alta velocitat i mercaderies és arriscat a causa de la possibilitat que la succió desestabilitzi la càrrega de manera que s'estableixen limitacions de velocitat. Normalment els trens de mercaderies i passatgers circulen a hores diferents, encara que això es veu limitat pel fet que les línies d'alta velocitat es tanquen de nit per permetre els treballs de manteniment. Les fortes rampes limiten molt la massa remolcable dels trens de mercaderies, però evitar aquestes rampes encareix les línies mixtes respecte de les exclusives de viatgers.

### Alimentació elèctrica
- Les línies d'alta velocitat són totes electrificades. A part dels problemes de transportar el combustible necessari, la tracció tèrmica no permet assolir les potències necessàries per a un tren regular d'alta velocitat. Excepte en el cas de la Direttissima, la tensió és elevada i de corrent altern: 15 kV 16,7 Hz en Alemanya, Àustria i Suïssa i 25 kV 50 o 60 Hz en la resta.

- La catenària està més tensa que en les línies clàssiques, perquè la velocitat de propagació de l'ona mecànica (ondulació del fil de contacte de la catenària provocada pel contacte del pantògraf) sigui superior a la del tren. Si el tren circula a més velocitat que l'ona, la deformació s'acumularia en el pantògraf o en els pals, un fenomen que provocaria el trencament de la catenària. En una catenària normal les ones circulen a uns 350 km/h. Aquesta és una de les raons per les quals els rècords de velocitat es realitzen en línies noves, on en sobretensar la catenària hi ha menys risc de trencament a causa de la menor fatiga. Durant l'actual rècord de velocitat de 574,8 km/h realitzat a França el 3 d'abril de 2007, l'ona mecànica va circular a 620 km/h.

## Costos
El preu per quilòmetre depèn de diversos paràmetres:
- El relleu de les zones que cal travessar.
- Els túnels i els viaductes que cal construir, i les infraestructures amb les que creua a refer.
- El tipus de línia (si és mixta o de viatgers).
- La inserció en el paisatge i el compliment de les lleis locals en matèria de medi ambient.

Començant el 2007, s'estima el cost mitjà d'un quilòmetre de 17,5 milions d'euros (Espanya entre 7,8-20,0 Milions de €/km, França 4,7-23 Milions de €/km), per a una afecció de 40 metres i una plataforma de 14 metres d'ample. Mentre que el cost de construcció d'una autovia de 2 carrils per sentit és molt variable i es troba entre 9,22 Milions d'€/km i 15 Mill €/km. En recorreguts on el relleu és molt accidentat el cost podria ser superior. També intervé la densitat de la construcció, que obliga el soterrament de grans trams de la línia (cas de la Gran Bretanya).
La senyalització i les telecomunicacions sumen un cost que oscil·la entre 1,1 i 3,3 milions d'euros per quilòmetre construït, mentre que, per regla general, la plataforma suposa dos terços del cost total de la inversió. Tot i que aquesta és molt més cara que la situada a sobre de balast, el seu manteniment és molt menor durant la seva vida útil; el cost de manteniment anual de l'AVE, si la via va muntada sobre balast, és de 100.000 euros per quilòmetre (2014), per la qual cosa el seu manteniment representa un cost de 300 milions anuals.

## Capacitat

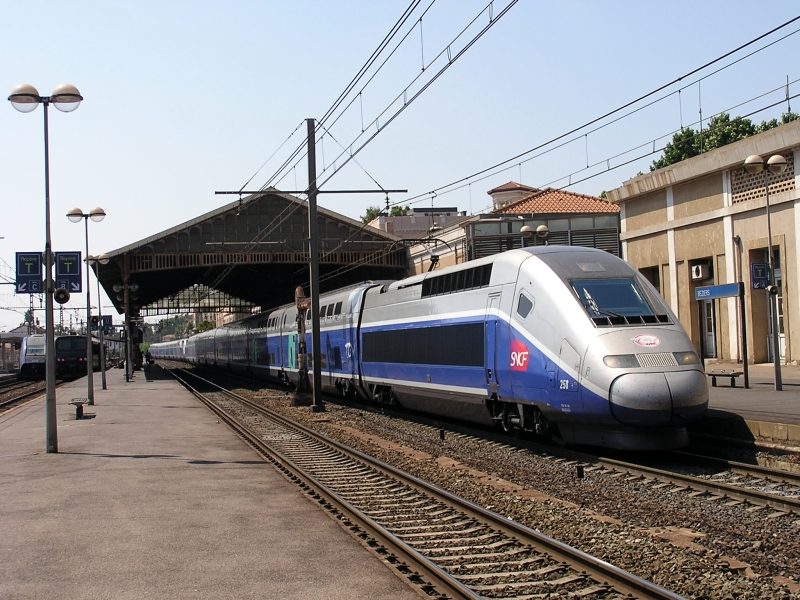
TGV Duplex.

La gran inversió que requereixen les línies d'alta velocitat acaba sent rendible si el nombre de passatgers és suficient. RFF afirma que una línia d'alta velocitat al seu màxim potencial té la mateixa capacitat que una autovia de 5 carrils per sentit. La capacitat de la línia depèn del nombre de trens que puguin circular-hi i de la quantitat de passatgers que pot transportar cada tren.
El govern francès va calcular el 2002 que la capacitat teòrica màxima de la seva LGV Sud-Est és de més de 300.000 passatgers diaris. Al Japó, la línia Shinkansen Tōkaidō va transportar 413.000 passatgers al dia en 2007.
S'ha projectat en algunes zones, com al nord de París, la construcció de línies paral·leles a altres a causa de la saturació de les línies d'alta velocitat.

### Per infraestructura
El nombre de slots depèn de la cadència màxima que admet la línia i de l'amplitud del seu horari.
Moltes línies actuals amb LZB o Sistema de control ferroviari europeu ETCS 1 admeten 12 trens per sentit cada hora que circulin a 300 km/h. L'adopció del Sistema de control ferroviari europeu ETCS 2 n'amplia la capacitat a 16 trens alhora. Quan funcioni l'ETCS 3 amb els seus cantons mòbils, augmentarà la capacitat de la línia a 19 solcs l'hora. En comparació, l'ASFA 200(Anunci de Senyals i Frenada Automàtica) admet 7,5 trens a l'hora, a un màxim de 200 km/h. La concentració dels passatgers a certes hores punta (de primera hora del matí, tarda, festius ...) fa que es guanyi capacitat amb un sistema de tarifes dinàmic, que beneficiï amb menors tarifes els que facin servir els trens a les hores de menys demanda.

### Pels trens
Els trens com el Talgo AVRIL G3 permeten transportar 590 viatgers, mentre que altres trens com el TGV Duplex permeten portar entre 509 i 634 passatgers. El major gàlib de la Xina i el Japó permet la circulació de trens d'alta velocitat amb cinc —i fins a sis— seients per fila (l'E1 japonès, a més, tenia dos pisos, fet que li permetia transportar 1.229 passatgers). El tren amb més capacitat és el N700 japonès, amb 1.323 places en els seus 16 cotxes.
A Europa els trens d'alta velocitat tenen una longitud de 200 metres (fins a 405 al Japó), i permeten que s'utilitzin composicions dobles mitjançant andanes de 400 metres. S'ha rebutjat la construcció d'andanes de més de 400 metres, a causa del cost i la incomoditat per als passatgers. 

## Definicions d'alta velocitat
La mateixa UIC parla de "definicions", i així —segons la normativa espanyola i europea —es considera alta velocitat:
 'Xarxes' : el sistema ferroviari espanyol, que forma part del sistema ferroviari transeuropeu d'alta velocitat i que inclou: les línies especialment construïdes per a l'alta velocitat, equipades per a velocitats generalment iguals o superiors a 250 km/h; les línies especialment condicionades per a l'alta velocitat equipades per a velocitats de l'ordre dels 200 km/h; les línies especialment condicionades per a l'alta velocitat, de caràcter específic a causa de dificultats topogràfiques, de relleu o d'entorn urbà, en què la velocitat s'ha d'ajustar cas per cas. Aquesta categoria també inclou les línies d'interconnexió entre les xarxes d'alta velocitat i les convencionals, els trams d'estació, l'accés a les terminals, els magatzems, etc., que són recorreguts a velocitat convencional per material rodant d'«alta velocitat».
 'Vehicles' : el sistema ferroviari espanyol, que forma part del sistema ferroviari transeuropeu d'alta velocitat, i que engloba els vehicles concebuts per circular a una velocitat de 250 km/h com a mínim en les línies especialment construïdes per a l'alta velocitat, i al mateix temps —en les circumstàncies adequades— arribar a velocitats superiors als 300 km/h, o bé a una velocitat de l'ordre de 200 km/h a les línies anteriors, en cas de ser compatibles amb les possibilitats d'aquestes línies. A més, els vehicles concebuts per funcionar a una velocitat màxima inferior a 200 km/h, que possiblement hagin de circular per tota la xarxa transeuropea d'alta velocitat, o per una part d'aquesta, que siguin compatibles amb els nivells de rendiment d'aquesta xarxa, i que hauran de reunir els requisits que garanteixin un funcionament segur en aquesta xarxa.
Així, la UIC considera d'alta velocitat les següents línies: Saragossa-Osca, Ourense-Santiago, Sevilla-Cadis i la Variant de Pajares, que no estan incloses en ADIF AV. També considera d'alta velocitat al Corredor Nord-est de Estats Units, on comparteix via amb trens de rodalies i de mercaderies; o els Mini-Shinkansen, antigues línies de via estreta adaptades a l'ample estàndard i on la velocitat màxima és de 130 km/h. Mentre que ADIF AV inclou el tram València-Vandellòs del Corredor Mediterrani, i tots dos organismes consideren d'alta velocitat el tram la Corunya-Vigo de l'Eix Atlàntic i la futura línia Plasencia-Badajoz.

## Línies d'alta velocitat per país

Densitat de la xarxa d'alta velocitat a Europa (velocitat igual o superior a 250 km/h). En km por milió d'habitants (dades 2010).

Densitat de línies d'alta velocitat al Est asiàtic (velocitat ≥ 250 km/h. En km por milió de habitants (dades 2010).

La següent taula mostra les línies de nova construcció que operen a velocitats superiors a 250 km/h, en servei i en construcció, ordenades per país, segons la UIC. Les línies en projecte, amb terminis de realització variables i construcció no garantida, no s'hi han inclòs.
| País          | En servei (km) | En construcció (km) | Total país (km) |
| ------------- | -------------- | ------------------- | --------------- |
| Xina          | 4234           | 6696 (aprox.)       | 10 930 (aprox.) |
| Espanya       | 1963           | 1781                | 3744            |
| Japó          | 1906           | 590                 | 2496            |
| França        | 1872           | 234                 | 2106            |
| Itàlia        | 1342           | 92                  | 1434            |
| Alemanya      | 1032           | 378                 | 1410            |
| Turquia       | 235            | 510                 | 745             |
| Marroc        | 260            | 200                 | 460             |
| Corea del Sud | 330            | 82                  | 412             |
| Taiwan        | 345            | 0                   | 345             |
| Bèlgica       | 209            | 0                   | 209             |
| Països Baixos | 120            | 0                   | 120             |
| Regne Unit    | 113            | 0                   | 113             |
| Suíssa        | 35             | 72                  | 107             |